# Гюбнерит

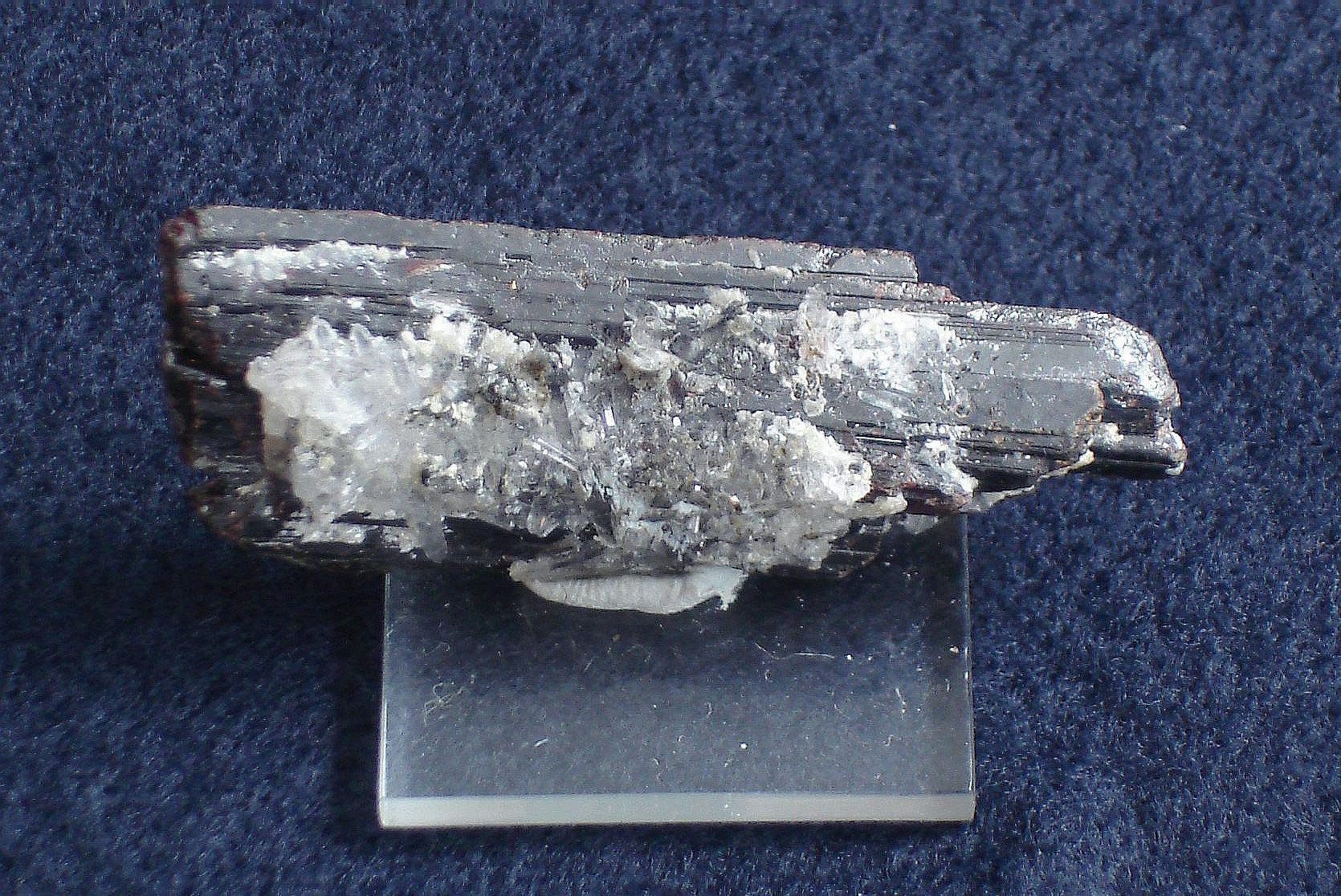
Гюбнерит з Керро де Паско, Перу

Гюбнерит (рос. гюбнерит; англ. hubnerite; нім. Нübnerit m) — важливий мінерал вольфраму.

## Етимологія та історія
Мінерал названий на честь німецького гірничого інженера та металурга Адольфа Гюбнера. Вперше було знайдено і описано в 1865 році.

## Загальний опис
Хімічна формула: Mn[WO4]. Містить (%): MnO — 23,42; WO3 — 76,58. Густина 7,1. Твердість 4. Колір бурувато-чорний з червонуватим або фіолетовим відтінком. Риса жовтувато-бура. Зустрічається в кварцових гідротермальних жилах. Г. — марганцевистий різновид вольфраміту.